# Crotteux
Crotteux is een plaats in de deelgemeente Hollogne-aux-Pierres van de Belgische gemeente Grâce-Hollogne in de provincie Luik.
Crotteux ligt vlak bij de A15, die hier onderdeel vormt van de Europese weg 42. Aan de overkant van deze snelweg bevindt zich de luchthaven van Luik.
In 1896 werd Crotteux afgesplitst van Hollogne-aux-Pierres en samengevoegd met Mons onder de gemeentenaam Mons-Crotteux. in 1972 werd deze gemeente hernoemd naar Mons-lez-Liège (wat in het Nederlands: Bergen bij Luik betekent). Mons-lez-Liège werd in 1977 een deelgemeente van de fusiegemeente Flémalle. Crotteux werd weer bij Hollogne-aux-Pierres gevoegd, dat een deelgemeente werd van de fusiegemeente Grâce-Hollogne.